# Enhanced Machine Controller
EMC (Enhanced Machine Controller) és un programari per al control de màquines-eina i robots creat pel NIST (National Institute of Standards and Technology)amb el suport de la General Motors. La nova versió, EMC2, amb llicència GPL, ofereix funcionalitats addicionals interessants, com HAL (Hardware Abstraction Layer), capacitat de programació com a Autòmat Programable Industrial (PLC, Programmable Logic Controller), etc. Per a afegir-li aquesta darrera funcionalitat, s'ha utilitzat el treball del projecte de PLC obert ClassicLadder. Hi ha una distribució BDI (Brain Dead Install), que instal·la una distribució Debian de GNU/Linux, els patches necessaris i l'EMC. Abans d'instal·lar-lo i a tall d'avaluació, es pot fer servir la distribució CoolCNC que s'executa des de CD. Admet el llenguatge G-code (RS274) habitual en CNC (Computer Control Numerical). Per a aplicacions simples permet utilitzar el port paral·lel de l'ordinador personal per al control de motors pas a pas o de servomotors. Té una interfície gràfica per a la interacció de l'operari amb la màquina.